# Hoạch định tài nguyên doanh nghiệp

Hoạch định tài nguyên doanh nghiệp (tiếng Anh: enterprise resource planning – ERP) nguyên thủy ám chỉ một hệ thống dùng để hoạch định tài nguyên trong một tổ chức, một doanh nghiệp. Một hệ thống ERP điển hình là nó bao hàm tất cả những chức năng cơ bản của một tổ chức. Tổ chức đó có thể là doanh nghiệp, tổ chức phi lợi nhuận, tổ chức phi chính phủ v.v.
Một phần mềm ERP, nó tích hợp những chức năng chung của một tổ chức vào trong một hệ thống duy nhất. Thay vì phải sử dụng phần mềm kế toán, phần mềm nhân sự-tiền lương, quản trị sản xuất... song song, độc lập lẫn nhau thì ERP gom tất cả vào chung 1 gói phần mềm duy nhất mà giữa các chức năng đó có sự liên kết với nhau.

## Chức năng

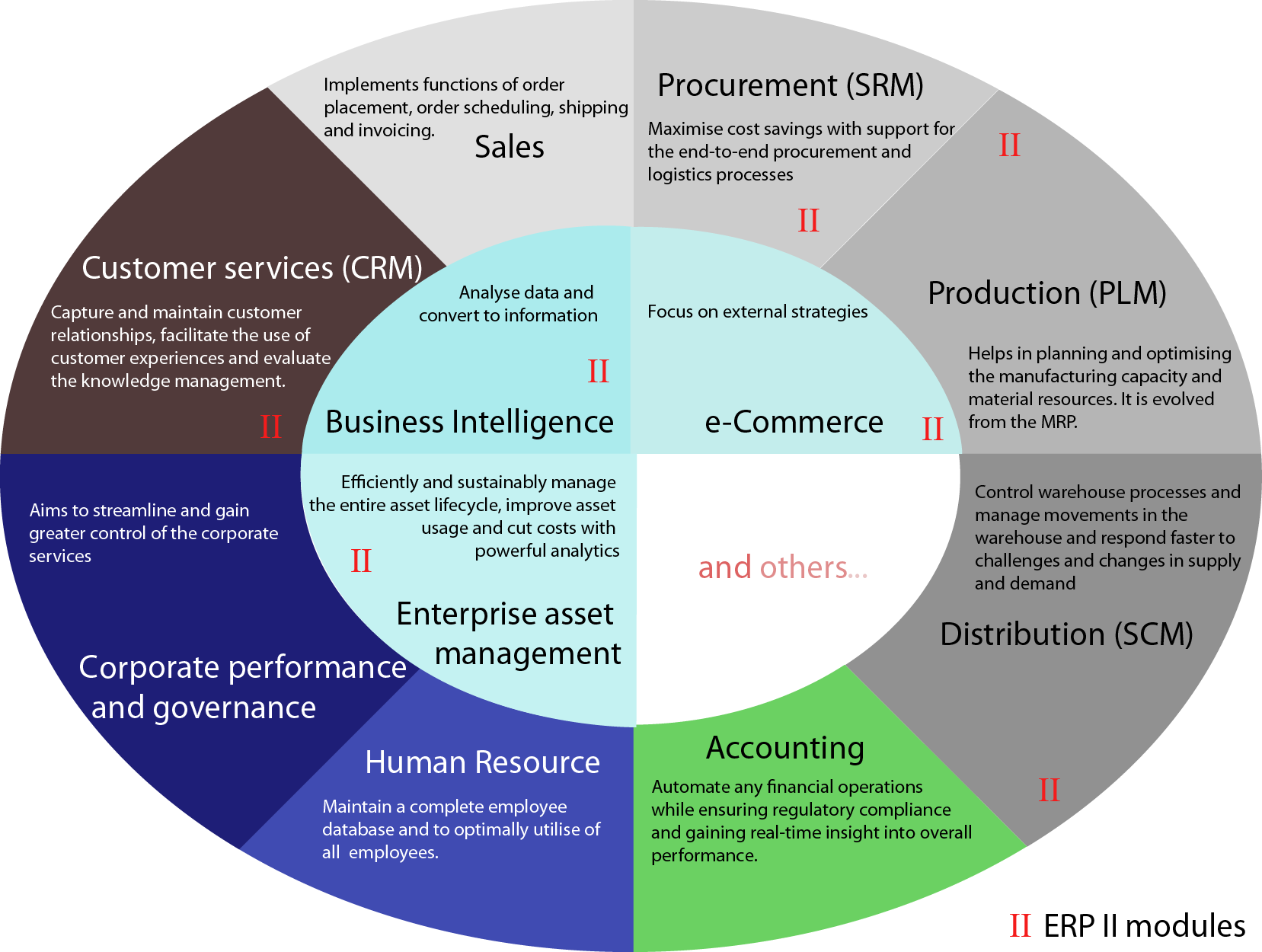
Picture showing some typical ERP modules

Một phần mềm ERP cần phải thể hiện được tất cả các chu trình kinh doanh, hoạt động của doanh nghiệp. Việc tích hợp một cách xuyên suốt và từ bỏ các giải pháp độc lập dẫn đến một hệ thống được trung tâm hóa trở lại mà qua đó các tài nguyên có thể được quản lý bởi toàn bộ doanh nghiệp.
Các chức năng tiêu biểu của một phần mềm hoạch định tài nguyên doanh nghiệp bao gồm:
- Lập kế hoạch, dự toán
- Bán hàng và quản lý khách hàng
- Sản xuất
- Kiểm soát chất lượng
- Kiểm soát nguyên vật liệu, kho, tài sản cố định
- Mua hàng và kiểm soát nhà cung ứng
- Tài chính – Kế toán
- Quản lý nhân sự, lương
- Nghiên cứu và phát triển

Bên cạnh đó, do tính dây chuyền và phức tạp của hệ thống ERP, các doanh nghiệp cung cấp giải pháp ERP còn hỗ trợ khách hàng thông qua dịch vụ tư vấn, thiết kế theo đặc thù của doanh nghiệp.

## Tác dụng
Năng suất lao động sẽ tăng do các dữ liệu đầu vào chỉ phải nhập một lần cho mọi giao dịch có liên quan, đồng thời các báo cáo được thực hiện với tốc độ nhanh hơn, chính xác hơn. Doanh nghiệp (DN) có khả năng kiểm soát tốt hơn các hạn mức về tồn kho, công nợ, chi phí, doanh thu, lợi nhuận… đồng thời có khả năng tối ưu hóa các nguồn lực như nguyên vật liệu, nhân công, máy móc thi công… vừa đủ để sản xuất, kinh doanh.
Các thông tin của DN được tập trung, đầy đủ, kịp thời và có khả năng chia sẻ cho mọi đối tượng cần sử dụng thông tin như khách hàng, đối tác, cổ đông. Khách hàng sẽ hài lòng hơn do việc giao hàng sẽ được thực hiện chính xác và đúng hạn. Ứng dụng ERP cũng đồng nghĩa với việc tổ chức lại các hoạt động của DN theo các quy trình chuyên nghiệp, phù hợp với các tiêu chuẩn quốc tế, do đó nó nâng cao chất lượng sản phẩm, tiết kiệm chi phí, tăng lợi nhuận, tăng năng lực cạnh tranh và phát triển thương hiệu của DN.
Ứng dụng ERP là công cụ quan trọng để DN nâng cao năng lực cạnh tranh, đồng thời nó cũng giúp DN tiếp cận tốt hơn với các tiêu chuẩn quốc tế. Một DN nếu ứng dụng ngay từ khi quy mô còn nhỏ sẽ có thuận lợi là dễ triển khai và DN sớm đi vào nề nếp. DN nào chậm trễ ứng dụng ERP, DN đó sẽ tự gây khó khăn cho mình và tạo lợi thế cho đối thủ.
Tuy nhiên, ứng dụng ERP không phải dễ, cần hội tụ nhiều điều kiện để có thể ứng dụng thành công như: nhận thức và quyết tâm cao của ban lãnh đạo DN; cần xác định đúng đắn mục tiêu, phạm vi và các bước triển khai; lựa chọn giải pháp phù hợp; lựa chọn đối tác triển khai đúng; phối hợp tốt với đối tác triển khai trong quá trình thực hiện dự án; sẵn sàng thay đổi các quy trình bất hợp lý hiện hữu trong DN (đây là việc thường xuyên gặp nhiều sự chống đối nhất); chú trọng công tác đào tạo cán bộ theo các quy trình mới; chú trọng đào tạo khai thác hệ thống cho cán bộ mọi cấp; có cán bộ chuyên trách tiếp thu quản trị hệ thống…

## Phạm vi chức năng của các phần mềm ERP
Một hệ thống ERP có thể bao hàm rất nhiều chức năng trong các lĩnh vực khác nhau. Trong rất nhiều hệ thống ERP, các chức năng đó được đóng gói lại với nhau thành từng bộ và được gọi là các mô đun ERP (ERP modules):
- Tài chính - Kế toán: Sổ Nhật ký chung, Tài sản Cố Định, các Khoản Phải trả - Phải Thu, Quản lý Tiền mặt, Đối chiếu Sổ sách
- Kế toán Quản trị: Quản lý ngân sách, Quản lý chi phí, Quản lý các hoạt động phát sinh chi phí
- Quản lý nguồn nhân lực: Tuyển dụng, Đào tạo, Lương thưởng, Chế độ nghỉ hưu và thai sản, Quản lý linh hoạt
- Sản xuất: Kỹ thuật, Hóa đơn nguyên vật liệu, Lệnh làm việc, Quản lý quy trình, Kiểm soát chất lượng. Quá trình sản xuất nói chung, Quản lý vòng đời sản phẩm
- Quy trình đặt hàng: Hàng tồn kho, Kho vận, Phân tích và Báo cao bán hàng, Hoa hồng Bán hàng
- Quản lý chuỗi cung ứng: Kế hoạch chuỗi cung ứng, Cấu hình Sản phẩm, Mua hàng, hàng tồn kho
- Quản lý dự án: Kế hoạch dự án, Kế hoạch nguồn lực, Chi phí Dự án, Thời gian và Chi phí

## Các phần mềm mã nguồn mở
- OpenERP
- Compiere
- SQL-Ledge